# Orodel (okręg Dolj)
Orodel – wieś w Rumunii, w okręgu Dolj, w gminie Orodel. W 2011 roku liczyła 1193 mieszkańców.